# Bafetinib
Bafetinib, zuvor als INNO-406, NS-187 und CNS-9 bezeichnet, ist ein experimenteller Arzneistoff aus der Stoffgruppe der Benzamide, der als Tyrosinkinasehemmstoff eingesetzt werden soll. Es wurde ursprünglich bei dem japanischen Unternehmen Nippon Shinyaku entwickelt und 2006 an Innovive Pharmaceuticals auslizenziert. Innovive wurde im Juni 2008 von der CytRx Corp. übernommen.

## Pharmakologie
Bafetinib ist ein Hemmstoff von Tyrosinkinasen. Es beeinflusst die Bildung des Fusionsproteins Bcr-Abl, als auch die des Enzyms Lyn-Kinase und soll bei Mäusen zehnmal stärker wirken als der eingeführte Tyrosinkinasehemmstoff Imatinib.

## Klinische Entwicklung
Bafetinib hat zurzeit für keine Indikation eine Zulassung als Arzneimittel.
Der Arzneistoff soll zur Behandlung der chronische lymphatischen Leukämie (CLL) entwickelt werden. Für diese Indikation befindet sich Bafetinib in der Entwicklungsphase II (Stand: Juni 2011).
Ebenfalls in Phase II befindet sich Bafetinib zur Therapie des hormonrefraktären Prostatakarzinoms.
Die US-amerikanische Zulassungsbehörde FDA hatte Bafetinib Ende 2006 den Status eines Arzneistoffs für seltene Leiden (orphan drug) zuerkannt. Dieser Status könnte eine beschleunigte Entwicklung und Zulassung ermöglichen.